# 竹内透
竹内 透（たけうち とおる、1939年（昭和14年）5月6日 - 2017年10月27日）は、日本の大蔵官僚。元北海道開発事務次官。
妻は村山達雄元大蔵大臣の娘。娘の夫に、民主党元衆議院議員の和田隆志がいる。

## 略歴
- 1958年（昭和33年）3月 灘中学校・高等学校卒業
- 1961年（昭和36年） 国家公務員採用上級甲種試験（法律）合格
- 1962年（昭和37年）3月 東京大学法学部第二類卒業
- 1962年（昭和37年） 大蔵省入省（大臣官房文書課）
- 1964年（昭和39年）4月 広島国税局調査査察部
- 1965年（昭和40年）4月 大臣官房調査企画課
- 1966年（昭和41年）4月 主計局調査課調査主任[3]
- 1967年（昭和42年）7月 主計局調査課調査係長[4]
- 1968年（昭和43年）7月10日 岡崎税務署長
- 1969年（昭和44年）8月 主税局総務課長補佐（歳入）[5]
- 1971年（昭和46年）7月 富山県総務部財政課長
- 1973年（昭和48年）7月 主計局主計官補佐（外務係主査）
- 1975年（昭和50年）7月 銀行局特別金融課長補佐
- 1976年（昭和51年）7月 銀行局銀行課長補佐（総括・都市銀行等）[6]
- 1977年（昭和52年）7月15日 大臣官房企画官兼関税局総務課
- 1978年（昭和53年）7月3日 外務省研修所
- 1979年（昭和54年）5月10日 在ドイツ連邦共和国日本国大使館参事官
- 1982年（昭和57年）6月21日 証券局流通市場課長
- 1983年（昭和58年）10月14日 理財局地方資金課長
- 1984年（昭和59年）6月27日 理財局資金第二課長
- 1985年（昭和60年）6月25日 大臣官房地方課長
- 1987年（昭和62年）6月25日 財政金融研究所次長
- 1989年（平成元年）6月23日 国税庁間税部長
- 1990年（平成2年）6月29日 関東財務局長
- 1991年（平成3年）6月11日 北海道開発庁総務監理官
- 1993年（平成5年）10月12日 北海道開発事務次官
- 1995年（平成7年）6月21日 退官
- 1995年（平成7年）7月 北海道東北開発公庫副総裁[1]
- 2000年（平成12年）1月 株式会社だいこう証券ビジネス顧問
- 2000年（平成12年）6月 株式会社だいこう証券ビジネス代表取締役社長[1]
- 2007年（平成19年）6月 株式会社だいこう証券ビジネス代表取締役会長[1]
- 2009年（平成21年）6月 株式会社だいこう証券ビジネス相談役[7]
- 2017年（平成29年）10月27日　膵臓がんのため東京都内の病院で死去。78歳没[2]